# Peine de mort en Espagne

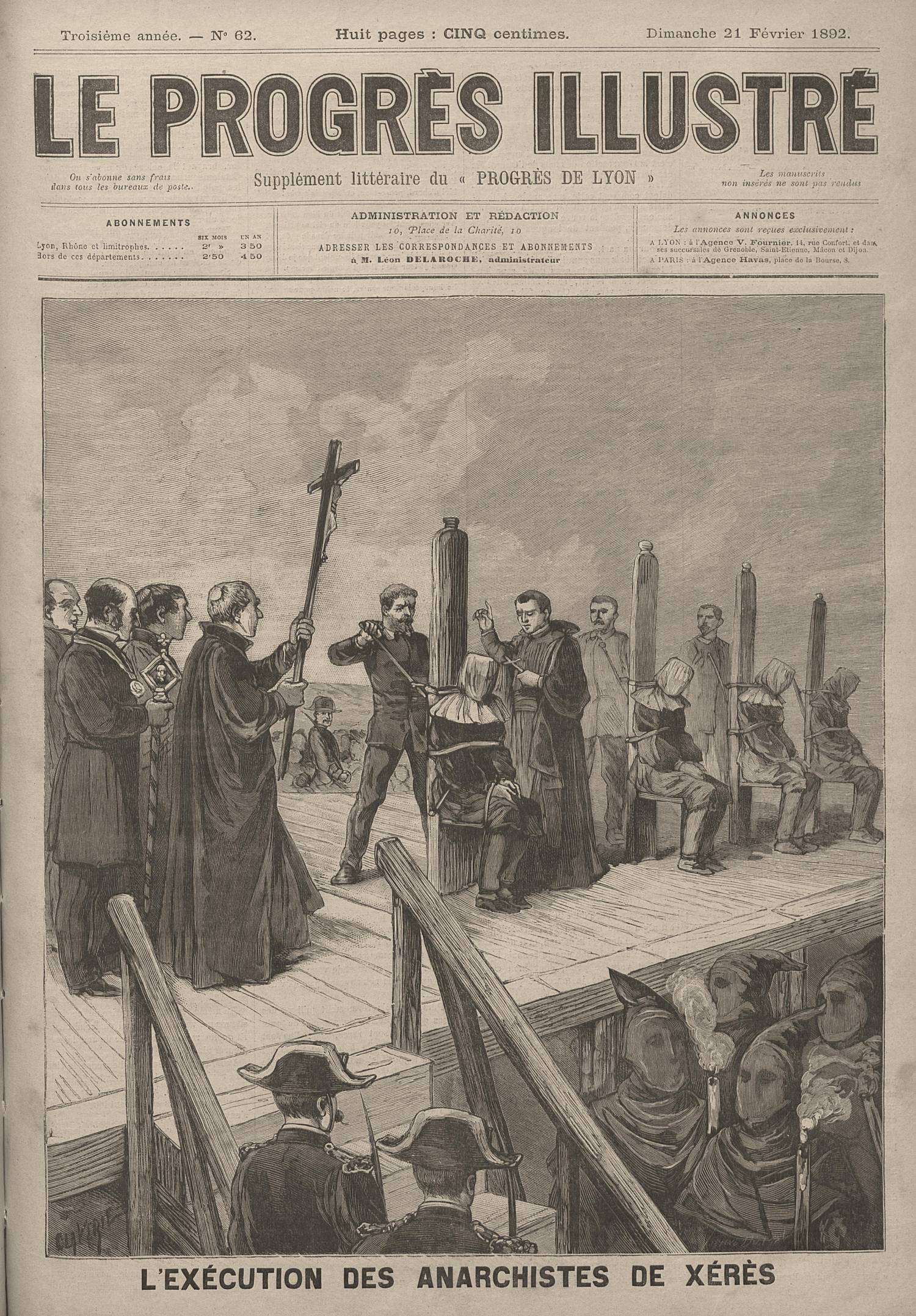
Application de la peine de mort en Espagne. Exécution d'anarchistes par garrot, 1892, Jerez de la Frontera.

La peine de mort en Espagne a été abolie, en toutes circonstances, par la loi organique du 27 novembre 1995. Elle était déjà abolie - en temps de paix - depuis la Constitution de 1978.
La peine de mort a été utilisée en Espagne sans interruption jusqu'en 1932, quand elle a été abolie à la suite d'une réforme du Code pénal, introduite au cours de la Deuxième République. Elle a été restaurée en octobre 1934, pour les crimes de terrorisme et de banditisme. Francisco Franco réintégra cette sanction dans le code criminel en 1938, au motif que son abolition n'était pas compatible avec le bon fonctionnement d'un État. Les dernières exécutions en Espagne (en) furent celles de deux membres de l'ETA politico-militaire, et trois de FRAP, fusillés le 27 septembre 1975, au milieu de fortes protestations internationales contre la dictature franquiste.

## Moyen Âge et époque moderne: évolution des méthodes d'exécution
La décapitation et la potence étaient les moyens d'exécution les plus courants jusqu'à l'introduction progressive du garrot. En 1775, Charles III interdit la peine de mort sur l'échafaud, préférant le garrot.

## Franquisme: dernière utilisation régulière
En 1939, après la guerre civile espagnole, un nombre indéterminé de personnes ont été exécutées pour des actes commis pendant la guerre.
Pendant la dictature franquiste (de 1940 à 1975), il y eut 126 exécutions : 14 par balles, 112 par strangulation. 9 de ces exécutions étaient des sanctions militaires.
Salvador Puig i Antich, 25 ans, est la dernière personne exécutée à l'aide d'un garrot en Espagne (et dans le monde), le 2 mars 1974 à 9h40, à Barcelone.
José Luis Sánchez Bravo (es), 21 ans, est la dernière personne à subir la peine de mort en Espagne : il est fusillé le 27 septembre 1975 à 10h, à Hoyo de Manzanares.
Trois bourreaux ont accompli la majorité des exécutions de cette époque : Antonio López Sierra (es) (audience territoriale de Madrid, 1949-1975), Vicente López Copete (audiences territoriales de Barcelone, Aragon et la Navarre, 1953-1974), et Bernardo Sánchez Bascuñana (audience territoriale de Séville, 1949-1972).
Mais dans cette période officiaient aussi les bourreaux suivants : Cándido Carton (audiences territoriales de Séville en 1936-39 et Madrid en 1940-49), Florencio Sources Estébanez (audience territoriale de Valladolid en 1941-1953), Bartolomé Casanueva Ramírez (audience territoriale de Séville en 1940-1948, José Monero (es) (audience territoriale de Séville en 1972-1977, a seulement mené à terme l'exécution de Georg Michael Welzel, dit Heinz Chez (es), en 1974).

## Constitution de 1978
L'article 15 de la Constitution de 1978 sanctionnée par Juan Carlos Ier et promulguée le 27 décembre, dispose in fine que : « La peine de mort est abolie, exception faite des dispositions que pourront prévoir les lois pénales militaires en temps de guerre. ». La peine de mort est donc abolie, sauf en temps de guerre. Cette même année, le 21 décembre, le décret-loi royal n°45/78  modifie le Code de justice militaire et différents autres textes en substituant systématiquement la peine de mort par une peine de trente ans de prison, sauf en temps de guerre. La peine de mort est toujours prévue pour les infractions de trahison, rébellion militaire, espionnage, sabotage ou crimes de guerre.
Dans le même sens, l'Espagne a ratifié en 1985 le Protocole n° 6 à la Convention européenne des droits de l'homme qui a aboli la peine de mort, sauf en temps de guerre.

### Abolition de 1995
« la presente Ley declara abolida la pena de muerte en el Código Penal Militar, único texto legal que la contempla como pena alternativa a determinados delitos cometidos en tiempo de guerra, y suprime todas las referencias legales a la misma, haciéndola desaparecer de nuestro ordenamiento jurídico. »

— Exposición de motivos de la LO 11/1995.
L'Espagne a ratifié en 2009 le Protocole n° 13 à la Convention européenne des droits de l'homme qui interdit la peine de mort quelles que soient les circonstances. Cette convention a été adoptée par le Conseil de l'Europe en 2002 et 43 pays européens l'ont ratifiée. La ratification de ce protocole comporte l'exclusion de la peine de mort en temps de guerre jusqu'à ses dernières conséquences, puisque si l'on souhaitait sa réintroduction, il n'aurait pas suffi, comme cela arrivait avant, de réformer une loi organique ou le Code Pénal Militaire, mais en plus il aurait fallu résilier une convention soumise au droit international.
Malgré l'abolition légale et conventionnelle de la peine de mort, quelques organisations comme Amnesty International demandent une révision de la Constitution pour abolir complètement la peine capitale dans tous les cas.

## Abolitionnisme en Espagne
Entre les voix contraires à la peine de mort en Espagne tout au long de l'histoire, nous trouvons celle du pénaliste et criminologue Pedro Doré Montero (1861-1919) qui, depuis la théorie correccionalista, défendait la "Pédagogie correctionnelle" comme un "droit protecteur" des délinquants, démuni complètement de sens répressif et animé seulement de la finalité de protéger,.